# Pseudolachnostoma schunkei
Pseudolachnostoma schunkei är en oleanderväxtart som beskrevs av Morillo. Pseudolachnostoma schunkei ingår i släktet Pseudolachnostoma och familjen oleanderväxter. Inga underarter finns listade i Catalogue of Life.